# (29726) 1999 AH26
1999 أي إتش 26 (ويعرف أيضًا باسم (29726) 1999 أي إتش 26 وفق تسمية الكوكب الصغير) (بالإنجليزية: 1999 AH26)‏ هو كويكب ضمن حزام الكويكبات؛ وترتيبه 29726 من حيث الاكتشاف.
اكتُشف هذا الجُرم الفلكي بواسطة Nobuhiro Kawasato ‏ في 9 يناير 1999.

## وصلات خارجية
- (29726) 1999 AH26 في قاعدة بيانات مختبر الدفع النفاث لأجرام النظام الشمسي الصغيرة

- الاكتشاف · مخطط المدار ·  العناصر المدارية · المعلمات المادية

- (29726) 1999 AH26 على موقع ويكي سكاي: DSS2, SDSS, GALEX, IRAS, Hydrogen α, X-Ray, Astrophoto, Sky Map, Articles and images